# Orizânia
Orizânia là một đô thị thuộc bang Minas Gerais, Brasil. Đô thị này có diện tích 121,55 km², dân số năm 2007 là 6771 người, mật độ 59,7 người/km².